# Winiary (powiat pińczowski)
Winiary – wieś w Polsce, położona w województwie świętokrzyskim, w powiecie pińczowskim, w gminie Pińczów.
| SIMC    | Nazwa              | Rodzaj     |
| ------- | ------------------ | ---------- |
| 0263633 | Gaik               | przysiółek |
| 0263640 | Górki              | część wsi  |
| 0263656 | Winiary-Parcelacja | przysiółek |
| 0263662 | Żuków              | przysiółek |

W latach 1975–1998 miejscowość należała administracyjnie do województwa kieleckiego.